# NGC 7181
NGC 7181 é uma galáxia lenticular (S0) localizada na direcção da constelação de Aquarius. Possui uma declinação de -01° 57' 36" e uma ascensão recta de 22 horas, 01 minutos e 43,4 segundos.
A galáxia NGC 7181 foi descoberta em 31 de Julho de 1864 por Albert Marth.